# Roger Albertsen
Roger Albertsen (Tyssedal, 15 maart 1957 – 2 maart 2003) was een profvoetballer uit Noorwegen. Op slechts 17-jarige leeftijd zocht hij reeds het avontuur in het buitenland en werd profvoetballer voor FC Den Haag. Hij speelde later ook voor Feyenoord, het Belgische FC Winterslag én het Griekse Olympiakos Piraeus, dat Ajax Amsterdam, met spelers als Hans Galjé, Sonny Silooy, Jan Molby, Frank Rijkaard, Peter Boeve, Ronald Koeman, Dick Schoenaker, Felix Gasselich, Gerald Vanenburg, Marco van Basten, Jesper Olsen en ook Keje Molenaar, Edo Ophof en Johnny Bosman in het seizoen 1983/1984 in de eerste ronde van het Europa Cup I-toernooi in 2 duels uitschakelde met 0-0 respectievelijk 2-0 na verlenging, op 14 en 28 september 1983. In 1985 keerde Albertsen terug naar Noorwegen, alwaar hij zijn debuut maakte in de hoogste afdeling voor Rosenborg BK.
Albertsen stond bekend als een hardwerkende, nooit verzakende middenvelder, die echter nooit een vaste keuze werd voor het nationale elftal. Door zijn werklust en toewijding werd hij bij zijn clubs echter zeer gewaardeerd door supporters en medespelers.
Albertsen werd 2 keer landskampioen, in het seizoen 1982-1983 met Olympiakos Piraeus in Griekenland, en in het seizoen 1985 met Rosenborg BK in Noorwegen. In het seizoen 1979-1980 won Albertsen met Feyenoord de beker in Nederland. In de finale werd Ajax (na een achterstand) met 3-1 verslagen.

## Interlandcarrière
Albertsen maakte zijn debuut voor het nationale elftal van Noorwegen op 8 september 1976 in de WK-kwalificatiewedstrijd tegen Zwitserland (1-0) en reikte uiteindelijk tot 25 caps en drie doelpunten.
| Interlands van Roger Albertsen voor Noorwegen | Interlands van Roger Albertsen voor Noorwegen | Interlands van Roger Albertsen voor Noorwegen | Interlands van Roger Albertsen voor Noorwegen | Interlands van Roger Albertsen voor Noorwegen | Interlands van Roger Albertsen voor Noorwegen |
| №                                             | Datum                                         | Wedstrijd                                     | Uitslag                                       | Competitie                                    | Goals                                         |
| Als speler van FC Den Haag                    | Als speler van FC Den Haag                    | Als speler van FC Den Haag                    | Als speler van FC Den Haag                    | Als speler van FC Den Haag                    | Als speler van FC Den Haag                    |
| --------------------------------------------- | --------------------------------------------- | --------------------------------------------- | --------------------------------------------- | --------------------------------------------- | --------------------------------------------- |
| 1                                             | 08.09.1976                                    | Noorwegen – Zwitserland                       | 1 – 0                                         | WK-kwalificatie                               |                                               |
| 2                                             | 22.09.1976                                    | Noorwegen – Zweden                            | 3 – 2                                         | Vriendschappelijk                             |                                               |
| 3                                             | 26.05.1977                                    | Zweden – Noorwegen                            | 1 – 0                                         | Vriendschappelijk                             |                                               |
| 4                                             | 20.09.1978                                    | België – Noorwegen                            | 1 – 1                                         | EK-kwalificatie                               |                                               |
| 5                                             | 09.05.1979                                    | Noorwegen – Portugal                          | 0 – 1                                         | EK-kwalificatie                               |                                               |
| 6                                             | 07.06.1979                                    | Noorwegen – Schotland                         | 0 – 4                                         | EK-kwalificatie                               |                                               |
| 7                                             | 28.06.1979                                    | Zweden – Noorwegen                            | 2 – 0                                         | Nordic Cup                                    |                                               |
| Als speler van Feyenoord                      |                                               |                                               |                                               |                                               |                                               |
| 8                                             | 15.08.1979                                    | Noorwegen – Zweden                            | 2 – 0                                         | Nordic Cup                                    |                                               |
| 9                                             | 12.09.1979                                    | Noorwegen – België                            | 1 – 2                                         | EK-kwalificatie                               |                                               |
| 10                                            | 01.11.1979                                    | Portugal – Noorwegen                          | 3 – 1                                         | EK-kwalificatie                               |                                               |
| Als speler van FC Den Haag                    |                                               |                                               |                                               |                                               |                                               |
| 11                                            | 10.09.1980                                    | Engeland – Noorwegen                          | 4 – 0                                         | WK-kwalificatie                               |                                               |
| 12                                            | 29 Oct 1980                                   | Zwitserland – Noorwegen                       | 1 – 2                                         | WK-kwalificatie                               |                                               |
| Als speler van KFC Winterslag                 |                                               |                                               |                                               |                                               |                                               |
| 13                                            | 09.09.1981                                    | Noorwegen – Engeland                          | 2 – 1                                         | WK-kwalificatie                               | 35'                                           |
| 14                                            | 23.09.1981                                    | Denemarken – Noorwegen                        | 2 – 1                                         | Vriendschappelijk                             |                                               |
| 15                                            | 28.04.1982                                    | Noorwegen – Finland                           | 1 – 1                                         | Nordic Cup                                    |                                               |
| 16                                            | 12.05.1982                                    | Noorwegen – West-Duitsland                    | 2 – 4                                         | Vriendschappelijk                             | 80'                                           |
| 17                                            | 15.06.1982                                    | Noorwegen – Denemarken                        | 2 – 1                                         | Nordic Cup                                    | 23'                                           |
| 18                                            | 11.08.1982                                    | Noorwegen – Zweden                            | 1 – 0                                         | Nordic Cup                                    |                                               |
| 19                                            | 22.09.1982                                    | Wales – Noorwegen                             | 1 – 0                                         | EK-kwalificatie                               |                                               |
| 20                                            | 13.10.1982                                    | Noorwegen – Joegoslavië                       | 3 – 1                                         | EK-kwalificatie                               |                                               |
| Als speler van Olympiakos Piraeus             |                                               |                                               |                                               |                                               |                                               |
| 21                                            | 07.09.1983                                    | Noorwegen – Bulgarije                         | 1 – 2                                         | EK-kwalificatie                               |                                               |
| 22                                            | 21.09.1983                                    | Noorwegen – Wales                             | 0 – 0                                         | EK-kwalificatie                               |                                               |
| 23                                            | 23.05.1984                                    | Hongarije – Noorwegen                         | 0 – 0                                         | Vriendschappelijk                             |                                               |
| 24                                            | 29.08.1984                                    | Noorwegen – Polen                             | 1 – 1                                         | Vriendschappelijk                             |                                               |
| 25                                            | 12.09.1984                                    | Noorwegen – Zwitserland                       | 0 – 1                                         | WK-kwalificatie                               |                                               |

## Overlijden
Albertsen overleed in maart 2003 aan de gevolgen van kanker.

## Erelijst
Rosenborg BK
- Landskampioen

1985
 Feyenoord
- KNVB Beker

1980